# Nazim Babayev
Nazim Tahir oğlu Babayev (ur. 8 października 1997 w Baku) – azerski lekkoatleta specjalizujący się w trójskoku.
Zadebiutował w 2013, zdobywając złoto olimpijskiego festiwalu młodzieży Europy. Po triumfie w europejskich eliminacjach, sięgnął po brązowy medal igrzysk olimpijskich młodzieży w Nankin. W 2015 został juniorskim mistrzem Europy. Rok później zajął ósme miejsce na halowych mistrzostw świata w Portland oraz uczestniczył na mistrzostwach Europy w Amsterdamie. Złoty medalista igrzysk solidarności islamskiej, młodzieżowych mistrzostw Europy i uniwersjady (2017).
Zwyciężył w halowych mistrzostwach Europy w 2019 w Glasgow.
Złoty medalista mistrzostw Azerbejdżanu oraz reprezentant kraju na drużynowych mistrzostwach Europy.
Okazyjnie występuje również w skoku w dal.
Rekordy życiowe: stadion – 17,18 (16 lipca 2017, Bydgoszcz); hala – 17,29 (3 marca 2019, Glasgow).

## Osiągnięcia
| Rok  | Impreza                                               | Miejsce        | Lokata            | Wynik  |
| ---- | ----------------------------------------------------- | -------------- | ----------------- | ------ |
| 2013 | Olimpijski festiwal młodzieży Europy                  | Utrecht        | 1. miejsce        | 15,53  |
| 2014 | Kwalifikacje Europy do igrzysk olimpijskich młodzieży | Baku           | 1. miejsce        | 16,14  |
| 2014 | III liga drużynowych mistrzostw Europy                | Tbilisi        | 9. miejsce        | 6,94   |
| 2014 | III liga drużynowych mistrzostw Europy                | Tbilisi        | 3. miejsce        | 15,82  |
| 2014 | Igrzyska olimpijskie młodzieży                        | Nankin         | 3. miejsce        | 15,96  |
| 2015 | Halowe mistrzostwa Europy                             | Praga          | el. – 17. miejsce | 15,92  |
| 2015 | III liga drużynowych mistrzostw Europy                | Baku           | 1. miejsce        | 16,38  |
| 2015 | Mistrzostwa Europy juniorów                           | Eskilstuna     | 1. miejsce        | 17,04  |
| 2016 | Halowe mistrzostwa świata                             | Portland       | 8. miejsce        | 16,43  |
| 2016 | Mistrzostwa Europy                                    | Amsterdam      | el. – 23. miejsce | 16,06  |
| 2016 | Mistrzostwa świata juniorów                           | Bydgoszcz      | el. – 15. miejsce | 15,74  |
| 2016 | Igrzyska olimpijskie                                  | Rio de Janeiro | el. – 25. miejsce | 16,38  |
| 2017 | Igrzyska solidarności islamskiej                      | Baku           | 9. miejsce        | 7,30   |
| 2017 | Igrzyska solidarności islamskiej                      | Baku           | 1. miejsce        | 17,15  |
| 2017 | Młodzieżowe mistrzostwa Europy                        | Bydgoszcz      | 1. miejsce        | 17,18  |
| 2017 | Mistrzostwa świata                                    | Londyn         | el. – 14. miejsce | 16,61  |
| 2017 | Uniwersjada                                           | Tajpej         | 1. miejsce        | 17,01  |
| 2018 | Mistrzostwa Europy                                    | Berlin         | 4. miejsce        | 16,76  |
| 2019 | Halowe mistrzostwa Europy                             | Glasgow        | 1. miejsce        | 17,29  |
| 2019 | Uniwersjada                                           | Wuhan          | 1. miejsce        | 16,89  |
| 2019 | Młodzieżowe mistrzostwa Europy                        | Gävle          | 2. miejsce        | 17,03w |
| 2019 | Mistrzostwa świata                                    | Doha           | el. – 19. miejsce | 16,65  |
| 2021 | Igrzyska olimpijskie                                  | Tokio          | el. – 15. miejsce | 16,72  |
| 2022 | Halowe mistrzostwa świata                             | Belgrad        | 8. miejsce        | 16,55  |
| 2022 | Mistrzostwa Europy                                    | Monachium      | el. –             | NM     |
| 2023 | Halowe mistrzostwa Europy                             | Stambuł        | 5. miejsce        | 16,50  |
| 2024 | Mistrzostwa Europy                                    | Rzym           | el. – 29. miejsce | 6,92   |